# Canton de Celavo-Mezzana
Le canton de Celavo-Mezzana est une ancienne division administrative française, située dans le département de la Corse-du-Sud et la collectivité territoriale de Corse.

## Histoire
Par le décret du 24 février 2014, le canton de Celavo-Mezzana est supprimé à compter des élections départementales de mars 2015. Il est englobé dans le canton de Gravona-Prunelli.

## Canton de Bocognano

### Conseillers généraux du canton de Bocognano de 1833 à 1973
- De 1833 à 1848, les cantons de Bastelica et de Bocognano avaient le même conseiller général. Le nombre de conseillers généraux était limité à 30[2].

| Période                                  | Période              | Identité                                                                     | Étiquette             | Qualité |
| ---------------------------------------- | -------------------- | ---------------------------------------------------------------------------- | --------------------- | --- |
| 1833                                     | 1834 (démission)     | Ange Pascal Costa                                                            |                       | Nommé à la Sous-Préfecture de Sartène                                                                          |
| 1834                                     | 1839                 | Dominique Jérôme Pietrasanta (1790-1878)                                     |                       | Procureur du Roi à Ajaccio                                                                                     |
| 1839                                     | 1847                 | Ascagne Cunéo d'Ornano                                                       |                       | Maire d'Ajaccio (1832-1837)                                                                                    |
| 1847                                     | 1848                 | Paul-François Peraldi (1803-1880)                                            |                       | Conseiller à la Cour d'Appel de Bastia Maire d'Ajaccio (1837-1848) Elu en 1852 dans le Canton d'Ajaccio        |
| 1848                                     | 1852                 | Louis-Lucien Bonaparte                                                       | Bonapartiste          | Député de Corse (1848-1849) Député de la Seine (1849-1851) Sénateur (1852-1870)                                |
| 1852                                     | 1861                 | François-Antoine Arnaud                                                      |                       | Médecin, officier de santé à Bocognano                                                                         |
| 1861                                     | 1870                 | Comte Jean-Baptiste Félix Ferri-Pisani Jourdan de Saint-Anastase (1809-1881) |                       | Colonel d'artillerie puis Général de brigade Aide-de-camp du Prince Napoléon Domicilié rue de Grenelle à Paris |
| 1870                                     | 1874                 | Comte puis Duc Jérôme Pozzo di Borgo (1832-1910)                             |                       | Propriétaire à Alata, à Paris (rue de l'Université) et au château de Dangu (Eure)                              |
| 1874                                     | 1880                 | François Morelli                                                             | Droite (Bonapartiste) | Contrôleur de la Compagnie Valery à Marseille                                                                  |
| 1880                                     | 1886                 | Joseph Arène (1851-?)                                                        | Républicain aréniste  | Consul de France à Livourne                                                                                    |
| 1886                                     | 1892 (élu à Ajaccio) | Nicolas Péraldi (1841-1914)                                                  | Républicain           | Notaire à Ajaccio Député (1881-1885) - Sénateur (1885-1894 et 1909-1912) Maire d'Ajaccio (1877-1884)           |
| 1892                                     | 1898                 | Joseph Arène                                                                 | Républicain aréniste  | Consul de France à Livourne                                                                                    |
| 1898                                     | 1904                 | Fabien Cunéo d'Ornano (1834-1907)                                            | Républicain           | Propriétaire à Ajaccio                                                                                         |
| 1904                                     | 1911 (annulation)    | Martin Muraccioli                                                            | Républicain           | Maire de Bocognano                                                                                             |
| 1911                                     | 1919                 | François Mariaggi                                                            |                       | Rentier à Ucciani                                                                                              |
| 1919                                     | 1928                 | Jean Giocanti                                                                | Parti Pietri          | Maire d'Ucciani                                                                                                |
| 1928                                     | 1934                 | César Campinchi                                                              | Rad.-Parti Landry     | Avocat à Paris Député (1932-1941)                                                                              |
| 1934                                     | 1940                 | Pierre Muraccioli                                                            | RG                    | Maire de Bocognano                                                                                             |
|                                          |                      |                                                                              |                       | |
| 1945                                     | 1967                 | Félix Miniconi                                                               | Rad.                  | Médecin, maire de Bocognano                                                                                    |
| 1967                                     | 1973                 | Marius Casile                                                                | Rad. puis MRG         | Médecin Maire d'Ucciani (1965-1977)                                                                            |
| Les données manquantes sont à compléter. |                      |                                                                              |                       | |

### Conseillers d'arrondissement du canton de Bocognano (de 1833 à 1940)
| Période                                  | Période | Identité                                   | Étiquette    | Qualité |
| ---------------------------------------- | ------- | ------------------------------------------ | ------------ | --- |
| 1833                                     | 1839    | Toussaint (Santo) Ferri Pisani (1782-1849) |              | Juge de paix à Bocognano                                                                                    |
|                                          |         |                                            |              | |
| 1848                                     | 1852    | François-Xavier Bonelli                    |              | Prêtre desservant à Afa                                                                                     |
| 1852                                     | 1861    | Baptiste Benielli                          |              | |
| avant 1877                               |         | François Giacomoni                         |              | |
| 1861                                     | 1880    | Joseph-Archange Poggioli (1830-1901)       |              | Représentant de commerce, propriétaire à Ucciani                                                            |
| 1880                                     |         | Jean-Pascal Mufraggi                       |              | Notaire à Bocognano                                                                                         |
| 1913                                     |         | Paul-Dominique Oliviéri                    |              | Maire de Tavera                                                                                             |
|                                          |         |                                            |              | |
|                                          | 1940    | Joseph Antoine Calzaroni                   | Parti Pietri | Directeur d'école en retraite, Ucciani                                                                      |
| 1940                                     |         |                                            |              | Les conseils d'arrondissement ont été suspendus par la loi du 12 octobre 1940 et n'ont jamais été réactivés |
| Les données manquantes sont à compléter. |         |                                            |              | |

## canton de Sarrola-Carcopino

### Conseillers généraux du Canton de Sarrola-Carcopino (1833 à 1973)
- De 1833 à 1848, les cantons d'Ajaccio et de Sarrola avaient le même conseiller général. Le nombre de conseillers généraux était limité à 30 par département[2].

| Période                                  | Période      | Identité                                                                  | Étiquette                   | Qualité                                                                                           |
| ---------------------------------------- | ------------ | ------------------------------------------------------------------------- | --------------------------- | ------------------------------------------------------------------------------------------------- |
| 1833                                     | 1848         | Dominique Cunéo d'Ornano (1799-1884)                                      |                             | Président du Tribunal civil d'Ajaccio                                                             |
| 1848                                     | 1852         | Jean-Baptiste Follacci                                                    |                             | Propriétaire à Ajaccio                                                                            |
| 1852                                     | 1867         | Dominique Cuneo d'Ornano                                                  |                             | Président du Tribunal civil d'Ajaccio Président du Conseil Général Conseiller municipal d'Ajaccio |
| 1867                                     | 1871         | M. Rossi                                                                  |                             |                                                                                                   |
| 1871                                     | 1895         | Pierre Paul Cunéo d'Ornano (1835-1903)                                    | Orléaniste puis Républicain | Ancien Procureur Impérial, rentier à Ajaccio                                                      |
| 1895                                     | 1904 (décès) | Ignace Melgrani                                                           | Républicain                 | Médecin à Ajaccio                                                                                 |
| 1904                                     | 1919         | Jean André Tiburce Cunéo d'Ornano (1870-1933, fils de P.P. Cuneod'Ornano) | Républicain                 | Docteur en droit Maire de Sarrola-Carcopino (1897-1900)                                           |
| 1919                                     | 1940         | Michel Ange Cuttoli                                                       | Rad.                        | Médecin, maire de Cuttoli-Corticchiato                                                            |
|                                          |              |                                                                           |                             |                                                                                                   |
| 1945                                     | 1956 (décès) | François Scarbonchi                                                       | FN apparenté PCF            | Viticulteur à Cuttoli-Corticchiato                                                                |
| 24 juin 1956                             | 1973         | Noël Sarrola (1919-2007)                                                  | Rad. puis MRG               | Maire de Sarrola-Carcopino (1946-2006)                                                            |
| Les données manquantes sont à compléter. |              |                                                                           |                             |                                                                                                   |

### Conseillers d'arrondissement du canton de Sarrola (de 1833 à 1940)
| Période                                  | Période | Identité          | Étiquette | Qualité |
| ---------------------------------------- | ------- | ----------------- | --------- | --- |
| 1833                                     | 1836    | M. Pianelli       |           | Propriétaire à Ajaccio                                                                                      |
|                                          |         |                   |           | |
| 1848                                     | 1852    | Martin Pellicini  |           | Propriétaire à Sarrola-Carcopino                                                                            |
| 1852                                     | 1858    | Joseph Melgrani   |           | Médecin à Cuttoli                                                                                           |
| 1858                                     | 1864    | M. Cuttoli        |           | Greffier de la justice de paix à Ajaccio                                                                    |
| 1864                                     | 1870    | Antoine Pellicini |           | Propriétaire à Sarrola-Carcopino                                                                            |
| 1870                                     | 1871    | M. Melgrani       |           | |
| 1871                                     | 1886    | Jean Pellicini    |           | Propriétaire à Sarrola-Carcopino                                                                            |
|                                          |         |                   |           | |
| av.1934                                  | 1940    | M. Damiani        |           | |
| 1940                                     |         |                   |           | Les conseils d'arrondissement ont été suspendus par la loi du 12 octobre 1940 et n'ont jamais été réactivés |
| Les données manquantes sont à compléter. |         |                   |           | |

### Conseillers généraux du Canton de Celavo-Mezzana (1973 à 2015)
| Période | Période      | Identité                 | Étiquette     | Qualité                                                                         |
| ------- | ------------ | ------------------------ | ------------- | ------------------------------------------------------------------------------- |
| 1973    | 1977 (décès) | Marius Casile            | Rad. puis MRG | Médecin Maire d'Ucciani (1965-1977) Président du Conseil général (1976-1977)    |
| 1977    | 2007 (décès) | Noël Sarrola (1919-2007) | MRG puis PRG  | Maire de Sarrola-Carcopino (1946-2006) Président du Conseil général (2001-2004) |
| 2007    | 2015         | Alexandre Sarrola        | DVG           | Fonctionnaire Maire de Sarrola-Carcopino depuis 2007                            |

## Composition
Le canton de Celavo-Mezzana comprenait dix communes et comptait 8 729 habitants (population municipale de 2012).
| Nom                   | Code Insee | Intercommunalité    | Population (dernière pop. légale) |
| --------------------- | ---------- | ------------------- | --------------------------------- |
| Bocognano (chef-lieu) | 2A040      | CC Celavu-Prunelli  | 436 (2014)                        |
| Carbuccia             | 2A062      | CC Celavu-Prunelli  | 370 (2014)                        |
| Cuttoli-Corticchiato  | 2A103      | CA du Pays ajaccien | 1 955 (2014)                      |
| Peri                  | 2A209      | CA du Pays ajaccien | 1 832 (2014)                      |
| Sarrola-Carcopino     | 2A271      | CA du Pays ajaccien | 2 450 (2014)                      |
| Tavaco                | 2A323      | CA du Pays ajaccien | 344 (2014)                        |
| Tavera                | 2A324      | CC Celavu-Prunelli  | 396 (2014)                        |
| Ucciani               | 2A330      | CC Celavu-Prunelli  | 474 (2014)                        |
| Valle-di-Mezzana      | 2A336      | CA du Pays ajaccien | 372 (2014)                        |
| Vero                  | 2A345      | CC Celavu-Prunelli  | 519 (2014)                        |

## Démographie
| 1975  | 1982  | 1990  | 1999  | 2006  | 2011  | 2012  |
| ----- | ----- | ----- | ----- | ----- | ----- | ----- |
| 2 905 | 3 650 | 5 164 | 6 530 | 7 623 | 8 600 | 8 729 |